# جان-لويس كريست
جان-لويس كريست (بالفرنسية: Jean-Louis Christ) هو سياسي فرنسي، ولد في 24 يناير 1951 في فرنسا. حزبياً، نشط في الاتحاد من أجل حركة شعبية.

## مناصب
- انتخب نائب فرنسي عن دائرة Haut-Rhin's 2nd constituency [الإنجليزية]‏ خلال فترته النيابية (20 يونيو 2012 – 20 يونيو 2017).
- انتخب نائب فرنسي عن دائرة Haut-Rhin's 2nd constituency [الإنجليزية]‏ خلال فترته النيابية [الإنجليزية]‏ (20 يونيو 2007 – 19 يونيو 2012).
- انتخب رئيس بلدية [الإنجليزية]‏ ريبوفيل (19 مارس 2001 – ).
- انتخب نائب فرنسي عن دائرة Haut-Rhin's 2nd constituency [الإنجليزية]‏ خلال فترته النيابية  [لغات أخرى]‏ (19 يونيو 2002 – 19 يونيو 2007).